# 二氢硫辛酸
二氢硫辛酸（英語：Dihydrolipoic acid）是一种由硫辛酸加氢还原而成的有机化合物，是带有两个巯基的羧酸。该物质存在两种对映异构体，但只有其中的R-型对映体具有生物学活性。硫辛酸/二氢硫辛酸之间的转化存在于许多生物化学过程中。